# Koning 'Kziezoowat in Amsterdam
Pour les articles homonymes, voir Koning.
Koning 'Kziezoowat in Amsterdam est un film muet néerlandais sorti en 1906.

## Fiche technique
- Titre original : Koning 'Kziezoowat in Amsterdam
- Titre anglais : King Sissiwat in Amsterdam
- Scénario : Louis Davids
- Pays d'origine :  Pays-Bas
- Producteur : Frits van Haarlem
- Format : Noir et blanc - Muet
- Dates de sortie : 
  -  Pays-Bas : 4 septembre 1906

## Distribution
- Louis Davids
- Henriëtte Davids
- O. Ensemble Coppée